# 游智婷
游智婷（英語：Sandy Yu，1971年10月12日—），牧師，美国华人基督教音樂家。

## 生平
1971年出生於台灣，1993年在美國南加州大学求學時，和幾位同學成立基督教音樂團體讚美之泉，是讚美之泉的創辦人之一，是讚美之泉的敬拜讚美主領及鍵盤手，且參與許多詩歌的詞曲創作。